# 大龙潭乡
大龙潭乡，是中华人民共和国云南省玉溪市峨山彝族自治县下辖的一个乡镇级行政单位。

## 行政区划
大龙潭乡下辖以下地区：
司城村、各雪村、迭所村、鱼塘村、班德村、绿溪村和以他斗村。